# Земенки
Земенки — деревня в Рязанском районе Рязанской области. Входит в Тюшевское сельское поселение.

## География
Находится в 12 км к запад-северо-западу от вокзала станции Рязань II.

## История
На карте 1850 года показана как поселение с 10 дворами. В 1859 году здесь (тогда деревня Рязанского уезда Рязанской губернии) было учтено 8 дворов , в 1897 — 17.

## Население
| 2010 |
| ---- |
| 7    |

Численность населения: 84 человека (1859 год), 141 (1897), 6 в 2002 году (русские 100 %).